# Oliemaling
Oliemaling er en maling hvor bindemidlet er olie. Normalt benyttes linolie, men ved finere typer maling og især i blå farver bruges indimellem nøddeolier, da linolien har en tendens til at gulne. Oliemaling kan tilsættes tørremiddel og vil da kunne være overfladetør i løbet af nogle timer. Olien kræver dog som regel mere tid for at være gennemhærdet. Denne proces kan tage flere måneder.
Fælles for olierne som anvendes er, at det er såkaldt oxidativt hærdende olie – eller "tørrende" olier – som ved reaktion med ilt hærder op. Tørrelse som også ofte kaldes sikkativ inden for farve og lak branchen katalyserer denne proces.